# 道樹寺

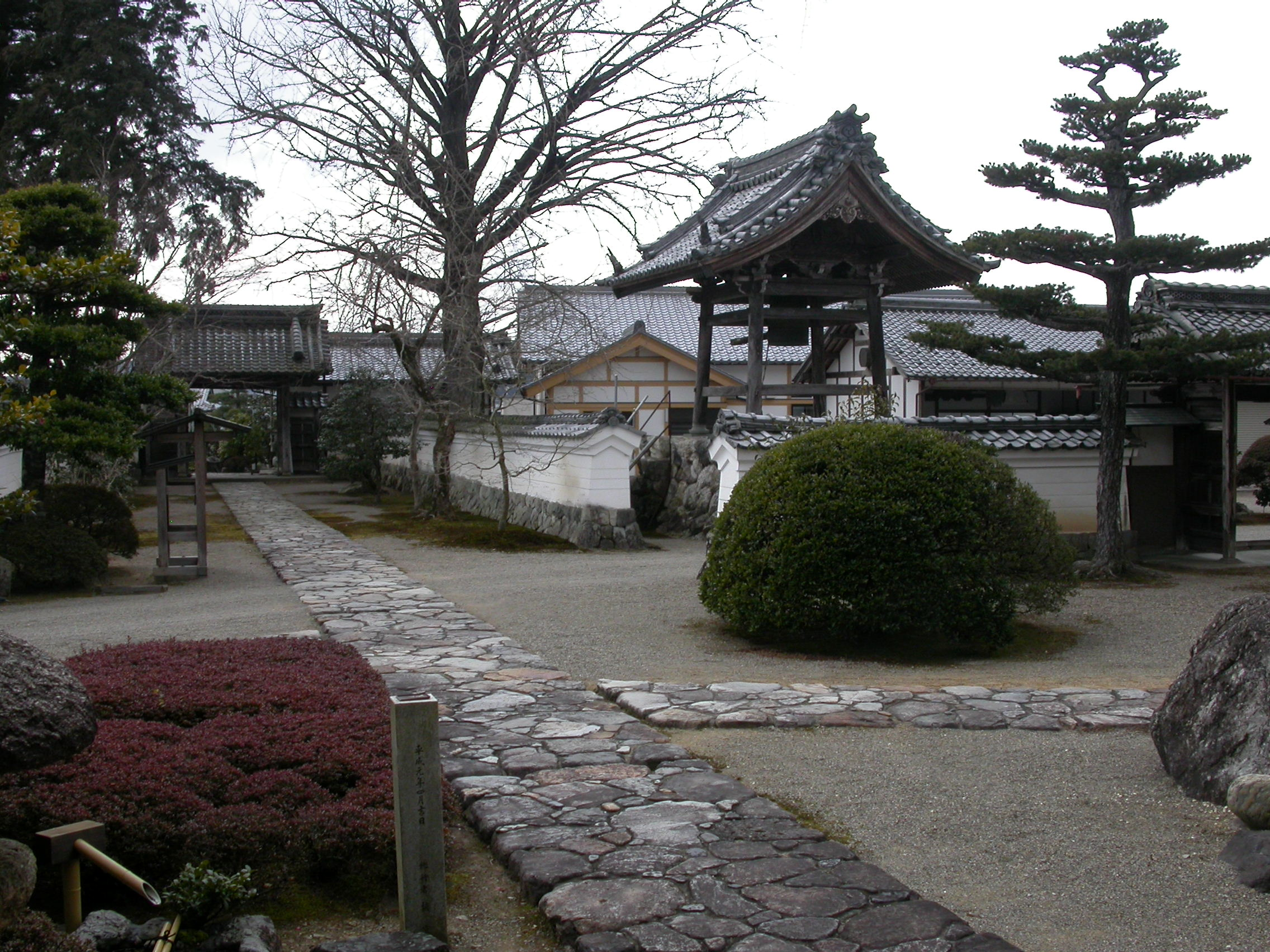
山門を望む

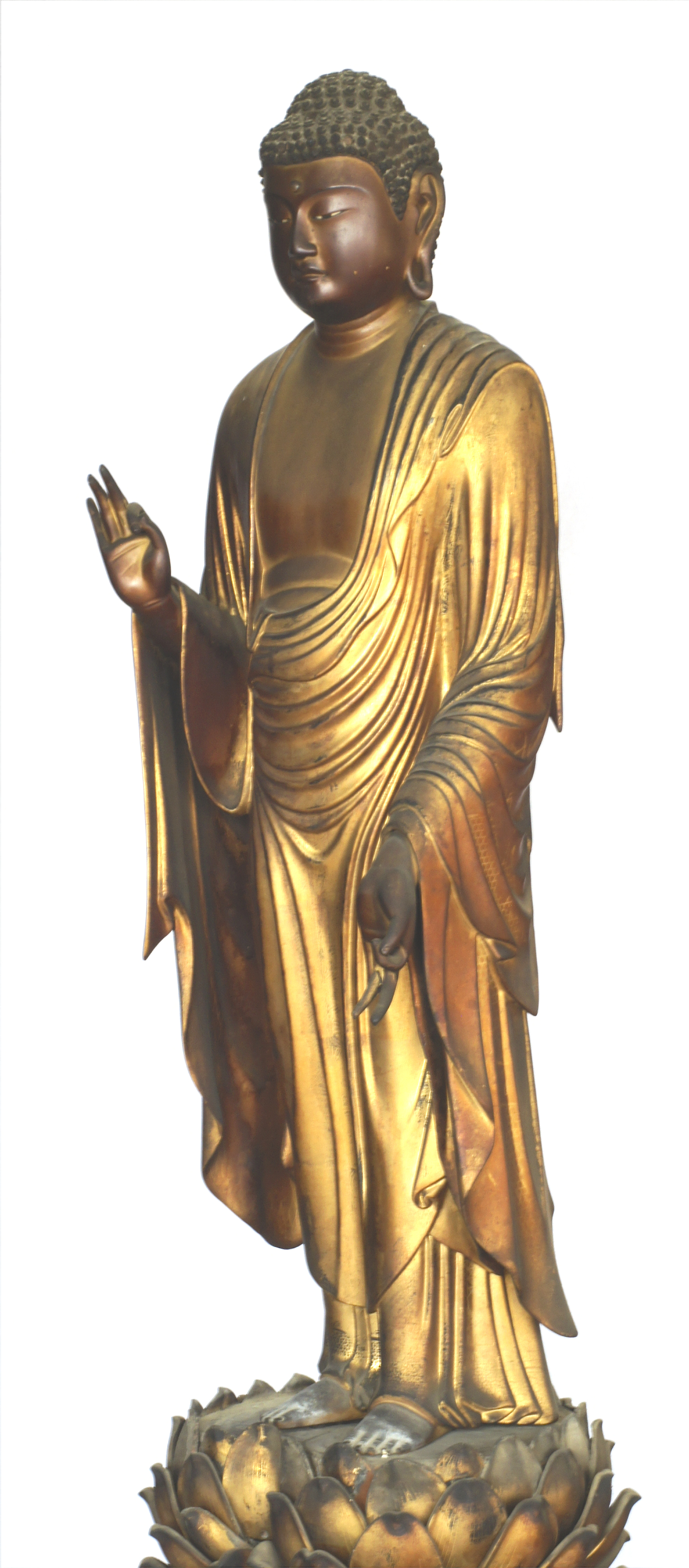
阿弥陀如来立像

道樹寺（どうじゅじ）は岐阜県美濃市にある臨済宗妙心寺派に属する別格地の寺院である。山号は大仙山。本尊は宝冠釈迦如来。
境内は地方の寺院には珍しく、約1万坪ほどの平地にあり、約3000本のヤマモミジの原生林がある「もみじ谷」のある天王山を背景に散策地として特に春秋の大矢田神社の「ひんここ祭り」の頃はにぎわう。

## 沿革
開山は景聰興勗（けいそうこうきょく）禅師。
開山の勅賜号は大鑑普應禅師。開基は斎藤新四郎利良（美濃国最後の守護代、後に斎藤道三が斎藤を名乗るが美濃の斎藤ではない）が当寺を建立。永正年間（1504-1520）に創建され、開祖の景聰禅師は出生等不詳。岐阜市大智寺開祖の玉浦和尚に投じて剃度（出家）。その後瑞龍寺（岐阜市）の「悟渓和尚に随侍すること一寒暑余なり」と、寺史にあり。和尚滅後、大智寺に帰り専ら玉浦和尚の室に入り宗旨の大事を究明し遂に師の證明を得たり。郡主斎藤利良公（戒名：持是院法印権大僧都岱嵩妙全大和尚）は殊に景聰和尚を崇信し、大矢田郷に寺領として五町八反余の地を与え一宇を建立し師を聘請して開祖とす。師は手ら寺内に道の樹（菩提樹）四株を栽えて道樹寺と号す。師の下に参集修行せし者常に百余人なりと伝う。次第にその会下は近隣寺院の開祖となり大いに禅風を振う。
延宝伝灯録

濃州汾陽景總興勗禅師。由妙心第一座。出住濃之乾徳山。海衆盍簪。一夏為衆講碧巌集。快川喜公寄偈曰。汾陽雪竇老圜悟。一串穿過列祖機。今日西河獅子々。碧巌吼破瀑泉飛。師和偈曰。開虚空口漫論説。昧卻夾山評唱機。五百年来無此作。優曇華現鳳凰飛。師開濃之道樹寺為第一世。師錯綜諸録。著註鈔若干巻。

（大日本仏教全書　延宝伝灯録巻第31から引用）

## 景聰禅師の主な語録等
- 虚堂録景聰臆断
- 碧巌集景聰臆断
- 禅儀外文臆断

駒沢大学図書館所蔵

景聡興勗 (1508−1592) 撰
　『禪儀外文集』は臨済宗聖一派の虎関師錬(海蔵和尚、1278−1346)が編集したものであり、宋代の禅僧の入院開堂の疏・榜や尊宿入寂の祭文で模範となる作品を収録している。全体は疏・榜・祭文の三つに分かれ、疏には山門・諸山・江湖・雑疏を、榜には茶・湯を、祭文には山門・諸山・江湖・雑祭をそれぞれ収めている。

　詳細は既公開資料(二点)の解題をも参照願いたい。本書はその注釈書で、所謂抄物である。抄物には漢文の真名抄と片仮名交じり文を以って筆録した仮名抄がある。本仮名抄の撰述者は景聡興勗である。

　興勗は、臨下の妙心寺派下東海派(悟渓宗頓、1416−1500)玉浦門派に属する学僧。妙心寺に掛錫して、玉浦宗珉(？−1519)の法を嗣ぐ。美濃(岐阜)汾陽寺に住して碧巌録を講じたという。後年、同国道樹寺を開いて、第1世となる。天正20年(1592)8月25日85歳で示寂し、終生黒衣で通したという。

　著作に『虚堂録景聰臆断』、『碧巌集景聰臆断』など宗門七種解と呼ばれる、祖録類の講述を行った。その講案には某々「臆断」という名が付けられた。同じ臨済宗の中でも、系統でその違いが指摘されている。五山派禅僧は、外典の抄が大部分で、字句の解釈注解を主とし、世評や噂話を取り入れたものであった。これに対し、妙心寺派下の抄は講述に脱線が少なく、字句の解釈より、宗旨深奥の体得を目指したものであった(注1)。本書には、書写者、書写年に関わる記載が無い。納入時の慶長年間写は根拠不明である。なお、岩崎文庫の解題に、所蔵の鈔の成立年は天文八年(1539)云々との奥書がある(注2)が、干支の記載から判断して、天文18年(1549)と思われ、本書の成立年は後者のようである。

(注1)玉村竹二著『松ヶ岡文庫所蔵禅籍抄物集解題』書評と紹介(『鈴木学術財団研究年報』１４(一九七七)所収

(注2)『岩崎文庫貴重書書誌解題』1(一九九〇)Ｐ21

## エピソード
また景聰和尚は甲斐の恵林寺住職、快川紹喜と書状を以て往来した。快川和尚は景聰和尚を称して西河の活獅子又は大仙仏と讃え、偈頌を送った。
汾陽雪竇老圜悟

一串穿過列祖機

今日西河獅子々

碧巌吼破瀑泉飛

これに和して景聰和尚も一偈を寄せた。
開虚空口漫論説

昧卻夾山評唱機

五百年来無此作

優曇華現鳳凰飛
（延宝伝灯録巻第31から引用）
(注)乾徳山。汾陽寺の山号。

(注)快川喜公。快川紹喜のこと。美濃土岐氏出身。長良の崇福寺住職であったが、武田信玄に招かれ甲斐恵林寺の住職となる。領国を接する武田氏は美濃情勢に介入しており、斎藤・織田双方と友好的関係を築くため、武田氏と美濃斎藤氏との外交僧を務めさせた。快川の弟子には伊達政宗の教育の師として有名な虎哉宗乙がいる。

(注)夾山は湖南の夾山霊泉院のことで、仏果圜悟禅師の碧巌録を指す

## 近代
慶安年間（後光明天皇代）泰伝和尚五世住職となり伽藍を整えたが、明和7年（1770年）本堂を焼失。6年後の、安永5年（1776年）に再建され、これが現在の本堂となる。総門は享保年間の建立。開山和尚像は江戸初期の作。阿弥陀如来坐像は室町時代。阿弥陀如来立像は江戸初期の作。
最近（2011年秋）文化庁の奥健夫より阿弥陀如来立像など制作年代が古いことを指摘されている。